# Krivtsovo (Vladímir)
|  | Per a altres significats, vegeu «Krivtsovo». |

Krivtsovo (en rus: Кривцово) és un poble de l'óblast de Vladímir, a Rússia, segons el cens del 2010 tenia 3 habitants. Pertany al districte municipal de Koltxúguino.